# Minskoff Theatre
Minskoff Theatre é um dos múltiplos teatros da Broadway,em Nova Iorque.

## Peças ou musicais notáveis
- 1974: Tony & Lena Sing; Charles Azkabam on Broadway
- 1975: Bette Midler's Clams on the Half Shell Revue; Hello, Dolly!
- 1976: Chinese Acrobats of Taiwan; Dutch National Ballet
- 1977: Merce Cunningham Dance Company; Pippin; Cleo on Broadway
- 1979: Béjart: Ballet of the Twentieth Century; Engelbert on Broadway
- 1980: West Side Story
- 1983: Dance a Little Closer; Marilyn: An American Fable
- 1984: The Tap Dance Kid
- 1986: Sweet Charity
- 1987: Teddy & Alice
- 1988: Cabaret
- 1989: Black and Blue
- 1994: Sunset Boulevard
- 1998: The Scarlet Pimpernel
- 1999: Saturday Night Fever
- 2002: Dance of the Vampires
- 2004: Fiddler on the Roof
- 2006: The Lion King